# Цишюц
Ци́шюц или Цы́жецы (нем. Zieschütz; в.-луж. Cyžecy) — деревня в Верхней Лужице, Германия. Входит в состав коммуны Кубшюц района Баутцен в земле Саксония. Подчиняется административному округу Дрезден.

## География
Соседние населённые пункты: на севере — деревня Дельня-Кина (входит в городские границы Баутцена), на востоке — деревня Бошецы, на юге — деревня Йенкецы и на западе — деревня Наджанецы (входит в городские границы Баутцена).

## История
Впервые упоминается в 1359 году под наименованием Stresewicz.
До 1979 года входила в коммуну Башюц, с 1979 по 1994 года — в коммуну Енквиц. С 1994 года входит в современную коммуну Кубшюц.
В настоящее время деревня входит в состав культурно-территориальной автономии «Лужицкая поселенческая область», на территории которой действуют законодательные акты земель Саксонии и Бранденбурга, содействующие сохранению лужицких языков и культуры лужичан.
Исторические немецкие наименования
- Stresewicz, 1359
- Strezwicz, 1361
- Streßewitz, 1419
- Streschewicz, 1428
- Streschwiz, 1529
- Schzischiz, 1588
- Szisiz, 1589
- Tczschischwitz, 1632
- Zischitz, 1682
- Zieschütz, Zischüz, 1791

## Население
Официальным языком в населённом пункте, помимо немецкого, является также верхнелужицкий язык.
Согласно статистическому сочинению «Dodawki k statisticy a etnografiji łužickich Serbow» Арношта Муки в 1884 году в деревне проживало 47 человек (из них — 44 серболужичанина (93 %)).
| 1834 | 1871 | 1890 |
| ---- | ---- | ---- |
| 113  | 46   | 44   |